# Gipfelstürmer (Kurzgeschichte)
Gipfelstürmer (chinesisch 山, Pinyin shān „Berg“) ist eine Science-Fiction-Kurzgeschichte des chinesischen Schriftstellers Liu Cixin, zuerst veröffentlicht in Science Fiction World (chinesisch 科幻世界, Pinyin kēhuàn shìjiè) in Chengdu in der Provinz Sichuan im Januar 2006. Es ist die erweiterte Fassung von 海水高山 (Pinyin hǎishuǐ gāoshān „Großer Meerwasserberg“), zuerst veröffentlicht im Jahr 2003. Eine deutsche Übersetzung von Johannes Fiederling erschien am 14. Januar 2019 in der Sammlung Die wandernde Erde, veröffentlicht vom Heyne Verlag.

## Handlung
Feng Fan ist an Bord eines Forschungsschiffes und weigert sich kategorisch an Land zu gehen. Eines Nachts vertraut Feng Fan dem Kapitän an, leidenschaftlicher Bergsteiger zu sein, jedoch bei seinem letzten Aufstieg für den Tod einiger Menschen verantwortlich gewesen zu sein. Zwar gab es keine rechtlichen Konsequenzen, da ohne die Tat sein eigener Tod drohte, aber Feng Fan folgte trotzdem einem Rat, sich selbst zu bestrafen und sich möglichst weit von allen Bergen fernzuhalten. Während des Gesprächs nähert sich ein außerirdisches Raumschiff der Erde und verursacht durch die eigene Gravitation einen großen Meerwasserberg vor dem Forschungsschiff. Während dieses wendet, steigt Feng Fan in ein Beiboot und begibt sich zur Spitze. Die Außerirdischen nehmen Kontakt mit ihm auf und erzählen ihm ihre Geschichte. Als völlig mechanische Lebewesen ohne Flüssigkeit in ihren Körpern entstanden sie im Kern eines Planeten und entdeckten daher die gesamte Physik auf eine völlig andere Weise als die Menschen. Etwa die Gravitation erst, als sie sich in Luftblasen vom Kern entfernten und die abgegrabenen Steine sich während der Schlafenszeit auf die andere Seite bewegten. Solche Luftblasen waren ein besonderes Risiko, da sie ihrer Heimat langsam den wenigen Platz wegnahmen. Eines Tages stießen sie erstmals auf für sie tödliches Wasser, genannt „Wandelstein“, der ganze Planet ist nämlich von einem Ozean umhüllt. Erst durch große Anstrengung gelangen die Außerirdischen an die Oberfläche. Feng Fan ist beeindruckt, wie viel Aufwand sie betreiben mussten, um dort zu sein, wo die Menschheit anfing. Die Außerirdischen sehen nun das ganze Universum selbst als eine leere Blase inmitten eines größeren Mediums und wollen dessen Grenze finden. Die Außerirdischen verabschieden sich von Feng Fan, der anschließend alleine im Meer treibt, aber mit einem gewaltigen Überlebenswillen: Die Geschichte muss erzählt werden und mehr Berge müssen erklommen werden.

## Übersetzungen
Gipfelstürmer wurde ebenfalls auf Englisch (2013 & 2015), Koreanisch (2019) und Spanisch (2019) übersetzt.

## Kritik
Gunter Barnewald von phantastiknews.de schreibt, die Kurzgeschichte sei „extrem befremdlich und enervierend aber auch irgendwie aufregend“.
Alexis Ong schreibt im Reactor Magazine, dass die Kurzgeschichte dem Protagonisten genug Freiraum lasse, um wirklich eine Person zu sein, zumindest bis sich die Kurzgeschichte zu einer Rezitation der gesamten Geschichte einer außerirdischen Zivilisation zurückentwickle („allows its sole protagonist enough breathing room to actually be a person, at least until it devolves into a play-by-play retelling of an entire civilization’s development“).
Jaymee Goh schreibt auf Strange Horizons, dass die Erklärungsansätze besonders langweilig in den Erstkontaktgeschichten wie Gipfelstürmer, Weltenzerstörer und Das Mikrozeitalter sind, wo es kaum menschliches Drama gibt und die Protagonisten flach sind.